# Публиция (жена Луция Корнелия Лентула Нигера)
Публи́ция (лат. Poblicia; умерла после 70 года до н. э.) — римская матрона, жена Луция Корнелия Лентула Нигра, мать Луция и Публия Корнелиев Лентулов. Вероятно, состояла в родстве как с монетным триумвиром в 96 и квестором в 80 гг. до н. э., так и с претором 69 до н. э., перед которым Цицерон в том же году защищал своего писца Децима Матриния.
В 70 году до н. э. вместе со своей матерью Семпронией присутствовала на роскошном пиру в честь инавгурации своего мужа в должности фламина Марса.